# Rupture (roman)
Pour les articles homonymes, voir Rupture.
Rupture est un roman de Jacques Robert publié en 1968.

## Résumé
Vers 1965 Albaron, 42 ans, a 200 ha, 4 fermes, 12 familles, 300 bêtes. Un soir, Banlou, qu'il avait employé en Afrique, vient, et dit que Vandargues lui a pris Andrine et il lui demande de le tuer. Albaron se fait engager par Vandargues et dit à Andrine que c'est Banlou qui l'envoie. Elle le dit à Vandargues qui en parle à Albaron. Ce dernier emmène Andrine à sa demande. Banlou les retrouve, tue Andrine et se tue.